# Sturnira nana
Sturnira nana är en fladdermusart som beskrevs av Gardner och O'Neill 1971. Sturnira nana ingår i släktet Sturnira och familjen bladnäsor. IUCN kategoriserar arten globalt som starkt hotad. Inga underarter finns listade i Catalogue of Life.
Arten är med 34,2 till 35,7 mm långa underarmar den minsta i släktet Sturnira. Ovansidan är täckt av mörk gråbrun päls och undersidan är något ljusare. Det finns inga körtlar på axlarna och bara glest fördelade hår på armar och ben. Även den del av flygmembranen som ligger mellan bakbenen är glest täckt med hår. De centrala två framtänder i överkäken är hos Sturnira nana breda och det finns ingen klaff i mitten. Den första upptäckta individen (holotypen) var en hona med en kroppslängd (huvud och bål) av 51 mm, 10 mm långa bakfötter och 13 mm långa öron. Det fanns ingen synlig svans. En bladformig hudflik som hos andra släktmedlemmar finns.
Denna fladdermus upptäcktes i södra Peru. Ytterligare nio exemplar hittades i Ecuador. Det kända utbredningsområdet ligger i Anderna mellan 1430 och 1670 meter över havet. Troligen lever den liksom andra medlemmar av samma släkte i fuktiga skogar.